# استانیسلاو شاروف
استانیسلاو شاروف (روسی: Станислав Спартакович Шаров؛ زادهٔ ۲۹ مهٔ ۱۹۹۵) بازیکن بسکتبال اهل روسیه است.
وی در مسابقات کشوری و بین‌المللی در مجموع برندهٔ ۱ مدال نقره شده‌است.